# جوديث كومينز
جوديث كومينز (بالإنجليزية: Judith Cummins)‏ (ولدت عام 1967) سياسية بريطانية من حزب العمال البريطاني. 
وعضو في مجلس العموم عن دائرة برادفورد ساوث منذ عام 2015.
ولدت في 26 يونيو 1967 ودرست في كلية راسكين وجامعة ليدز.

## بدايتها السياسية
انتخبت للمرة الأولى مستشارة محلية في مجلس برادفورد في عام 2004 ممثلة حي رويدز. وخدمت لمدة ثلاث سنوات عام 2007. وانتخبت لاحقاً مستشارة لمدينة ليدز عن حي تيمبل نيوسام لفترة أربع سنوات كاملة من 2012 إلى 2016.

## مجلس العموم
انتخبت في مجلس العموم البريطاني عن برادفورد ساوث في السابع من مايو 2015، وقد ساندت أوين سميث في محاولته الفاشلة ليحل محل جيرمي كوربين في انتخابات زعامة حزب العمال عام 2016.
وأعيد انتخابها عام 2019.